# Fotbalový stadion FC Veselí nad Moravou
Fotbalový stadion FC Veselí nad Moravou – stadion sportowy w Veselí nad Moravou, w Czechach. Został otwarty w 1957 roku. Może pomieścić 6000 widzów. Swoje spotkania rozgrywają na nim piłkarze klubu FC Veselí nad Moravou.
Budowa stadionu rozpoczęła się w 1954 roku, a w październiku 1957 roku rozegrano na nim pierwsze spotkanie. 26 maja 1971 roku na stadionie rozegrano jedno spotkanie fazy grupowej Turnieju Juniorów UEFA (NRD – RFN 3:1). Przed tym meczem oddano do użytku krytą trybunę główną.